# 法田駅
法田駅（ポプチョンえき）は、慶尚北道奉化郡にある、韓国鉄道公社の駅である。

## 駅構造
- 島式ホーム2面3線の地上駅。

## 歴史
- 1955年7月1日：開業。
- 2008年12月1日：旅客取扱中止。

## 隣の駅
韓国鉄道公社
嶺東線
奉化駅 - (巨村駅) - (鳳城駅) - 法田駅 - 春陽駅